# Ronald Sampson
Ronald Sampson es un administrador británico que se desempeñó como Jefe Ejecutivo de las Islas Malvinas a partir de abril de 1989 hasta septiembre de 1994.
Durante su tiempo como Jefe Ejecutivo, Sampson trabajó para mejorar la infraestructura de las Islas Malvinas a raíz de la guerra de 1982. Después de su retiro en 1994, Sampson fue nombrado Comendador de la Orden del Imperio Británico por la reina Isabel II.